# Серебряные Ключи
Сере́бряные Ключи́ — посёлок в Киреевском районе Тульской области России.
В рамках административно-территориального устройства входит в Красноярский сельский округ Киреевского района, в рамках организации местного самоуправления является включается в Красноярское сельское поселение . Является вторым по количеству населения населённым пунктом данного поселения — после посёлка Красный Яр.

## География
Расположен на берегу ручья Серебряный при впадении его в реку Шувайка, в 20 км к востоку от областного центра — Тулы.
Выше по течению на правом берегу реки Шувайки расположено село Шувайка.
Ниже по течению Шувайки расположено село Дубки.
Через посёлок протекает река Шувайка, правый приток реки Сежа. На ручье Серебряный имеются два зарыбленных пруда.
В центре посёлка расположена берёзовая роща.
Ниже по течению расположены сёла Дубки, за ним Романово;
южнее расположено Паслово;
восточнее — Грецово,
западнее — Шувайка и Колодезное.
Часовой пояс
Посёлок, как и вся Тульская область, находится в часовой зоне МСК (московское время). Смещение применяемого времени относительно UTC составляет +3:00.

## Название
В 1870-х годах хутор не был подписан на военно-топографических картах Шуберта.
Населённый пункт был назван «Серебряными Ключами» в конце 1970-х годов новыми немецкими переселенцами из Казахстана Валерием и Иваном Фризенами, а также организовавшим переезд юристом Владимиром Пономарёвым по названию местного источника пресной воды.

## История
В 1970-х годах всесоюзному тресту Центрметаллургремонт, семиэтажное здание которого было расположено в Туле, был выделен участок 3300 гектаров в основном малообрабатываемой запущенной земли в Тульской области для ведения подсобного хозяйства (у треста тогда было 2 000 рабочих).
Было принято решение пригласить в РСФСР «русских» немцев и голландцев — потомков в основном меннонитов, выселенных из центральной части РСФСР в глубь страны (в Казахскую ССР и Оренбургскую область) после начала Великой Отечественной войны по указу от 28 августа 1941 года, — как трудолюбивый элемент, так как в Казахстане у них наступило некоторое «перенаселение». В 1964 году, после Двадцатого съезда КПСС, высланные немцы были реабилитированы согласно Указу Президиума Верховного Совета СССР от 28 августа 1964 и с них сняты ярлыки «ОСО» (особо опасный элемент) и «СОЭ» (социально опасный элемент).
Основная масса переселенцев переехала сюда в самом начале 1980-х годов; приглашались для переселения только молодые семьи.
Почти каждой семье переселенцев был сразу выделен либо построен за счёт треста просторный личный дом красного кирпича с подведёнными коммуникациями стоимостью 36 тысяч советских рублей каждый.
Трест (его директором в 1980-х был И. В. Чевакин) очень быстро вёл строительство и вложил в постройку Серебряных Ключей большие средства (капиталовложения).
Через несколько лет после переселения, к середине 1980-х годов, подсобное хозяйство (затем совхоз) Серебряные Ключи стало выращивать зерно и в значительной степени обеспечивать рабочих треста и его столовые мясом (свининой и говядиной) по государственным ценам. Поскольку продукция продавалась не по рыночным, а сдавалась по твёрдым (низким) государственным ценам, хозяйство с самого начала было «планово-убыточным» и его работники получали фиксированную зарплату — «оклад».
До постройки своей пекарни в Серебряных Ключах хлеб возили из Романовки.
Урожайность зерновых повысилась с 6-7 центнеров с засеянного гектара в конце 1970-х (до создания данного хозяйства) до 25 центнеров с гектара в 1989 году.
В конце 1980-х годов директора школы в Серебряных ключах (коммуниста, учителя истории) сняли с должности за «пьянство и попытки грабить партийные взносы».
В конце 1989 года подсобное хозяйство Серебряные Ключи объединили с убыточным соседним совхозом-банкротом, где почти не осталось людей для обработки земли, и имевшим её 3000 га, под названием совхоз «Центрметаллургремонт». В 1990-х годах совхоз был ликвидирован.

## Население
- В 1989 году в селе жило чуть более семисот человек[2].

| 2002 | 2010 |
| ---- | ---- |
| 368  | ↘347 |

Одной из самых распространённых фамилий в посёлке была в 1989 году немецко-голландская Фризен:
- переезд из Казахской ССР и Оренбуржья организовали тульский учёный Валерий Фризен и учитель Иван Корнеевич Фризен[2],
- директором хозяйства Серебряные Ключи (затем совхоза Центрметаллургремонт) в 1989 году был Яков Васильевич Фризен[2],
- директором школы в 1989 году был Василий Егорович Фризен[13].

В 1990-х годах значительное количество немцев эмигрировало в ФРГ.
С 1989 по 2021 год население сократилось в два раза.

## Связь
- В селе находится отделение связи Почты России номер 301278 «Серебряные Ключи»,[15].[16]

## Экономика и культура
- Средняя школа[13]
- Музей немцев, прошедших «трудовые армии» 1940-х годов (в школе)[17]

При СССР в посёлке находились свинарник, птичник, ферма, столовая, пекарня, клуб и библиотека.

## Улицы
В посёлке Серебряные Ключи имеются следующие четыре улицы: Вагонная, Заречная, Лесная, Парковая.